# 上貝奇瓦河
49°23′51″N 18°23′51″E / 49.39750°N 18.39750°E

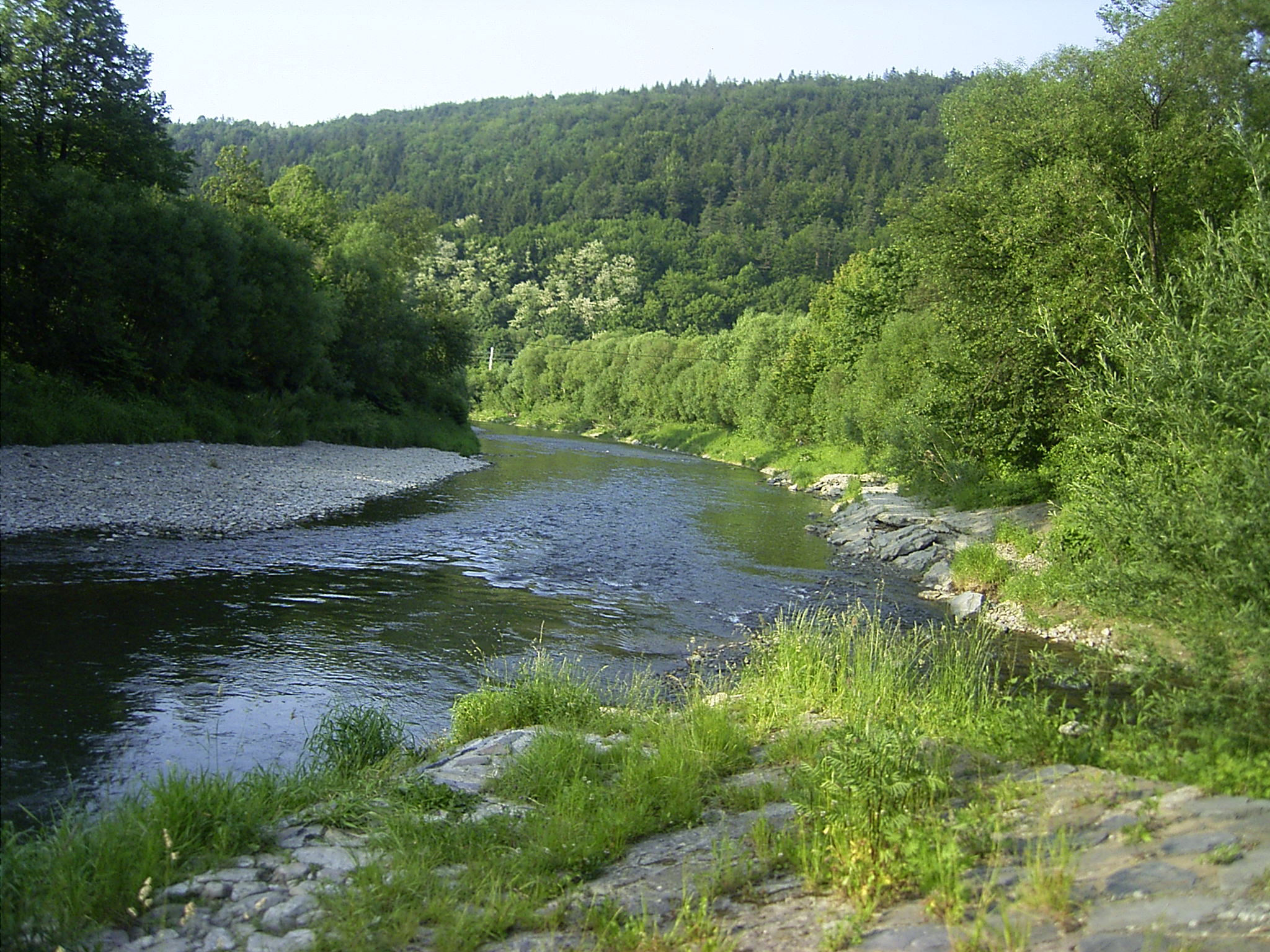

上貝奇瓦河是捷克的河流，位於該國東部茲林州，屬於貝奇瓦河的左支流，處於首都布拉格以東220公里，河道全長59公里，流域面積735平方公里。